# Ahmad Ngouyamsa
Ahmad Toure Ngouyamsa Nounchil, más conocido como Ahmad Ngouyamsa, (Yaundé, 21 de diciembre de 2000) es un futbolista camerunés que juega de defensa en el Dijon F. C. O. de la Ligue 2.

## Trayectoria
Debutó como profesional el 12 de enero de 2020 en un partido de la Ligue 1 frente al Lille O. S. C., en un partido que terminó con victoria por 1-0 frente al Dijon.
A partir de la temporada 2020-21 se convirtió en miembro de pleno derecho de la plantilla del Dijon, disputando como titular el partido de la primera jornada de la Ligue 1 frente al Angers S. C. O.

## Selección nacional
Fue internacional sub-17 con la selección de fútbol de Camerún.

## Clubes
| Club              | País    | Año       |
| ----------------- | ------- | --------- |
| Dijon F. C. O. II | Francia | 2019-2020 |
| Dijon F. C. O.    | Francia | 2020-act. |